# Wateraaphypothese

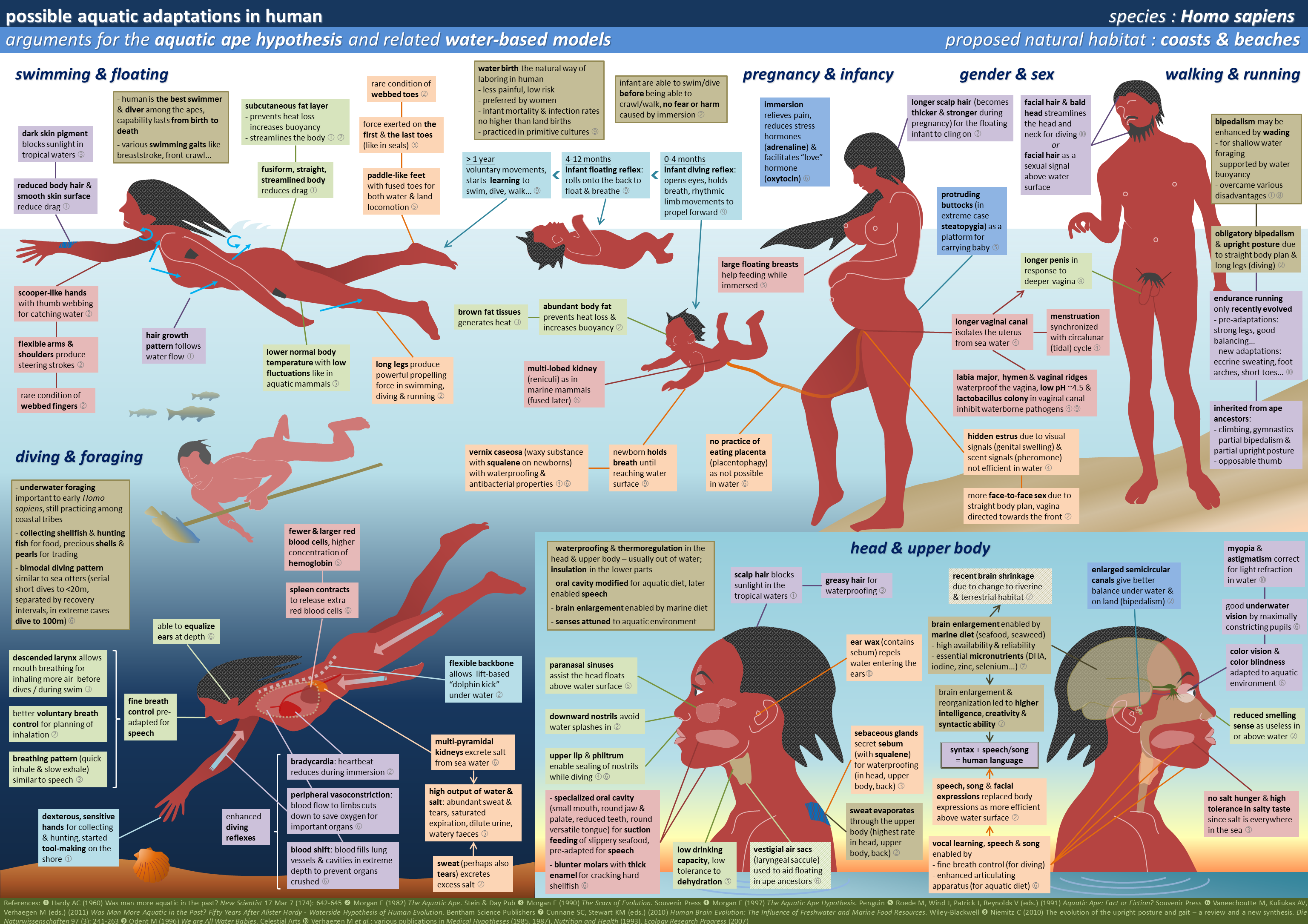
Schema met argumenten voor de hypothese

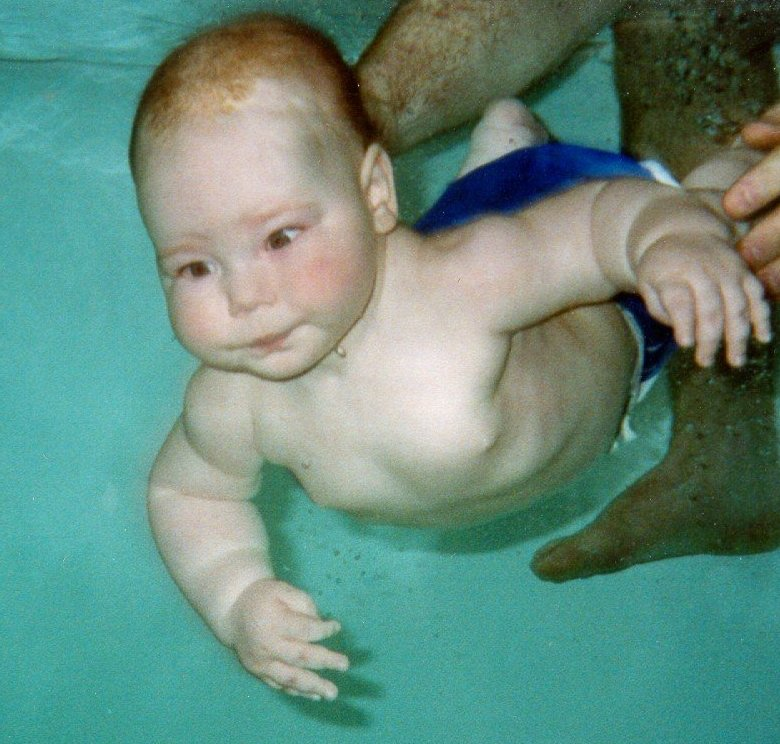
Babyzwemmen zou een aanwijzing zijn voor de hypothese

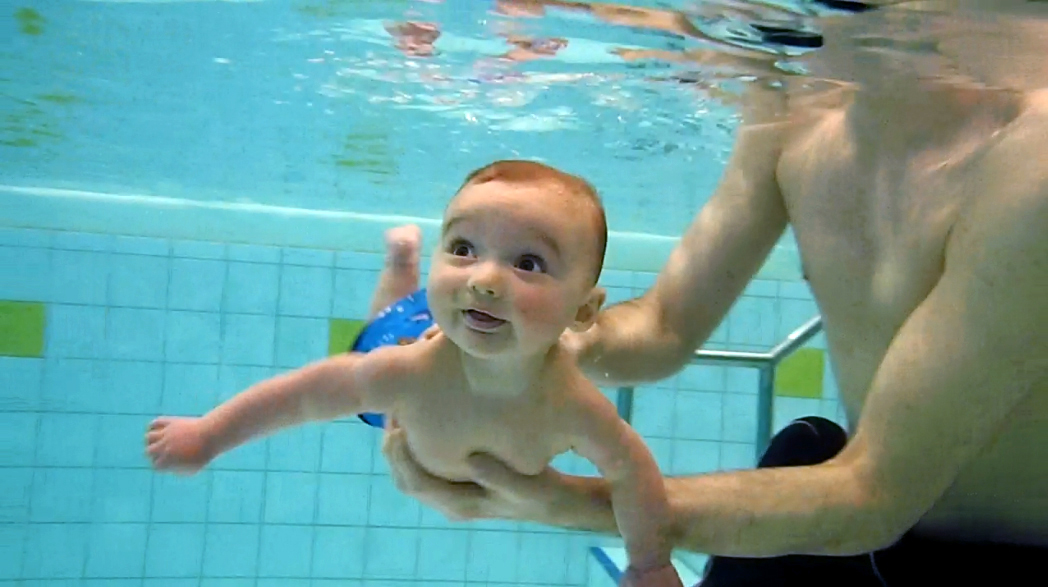
Een baby houdt onder water de adem in

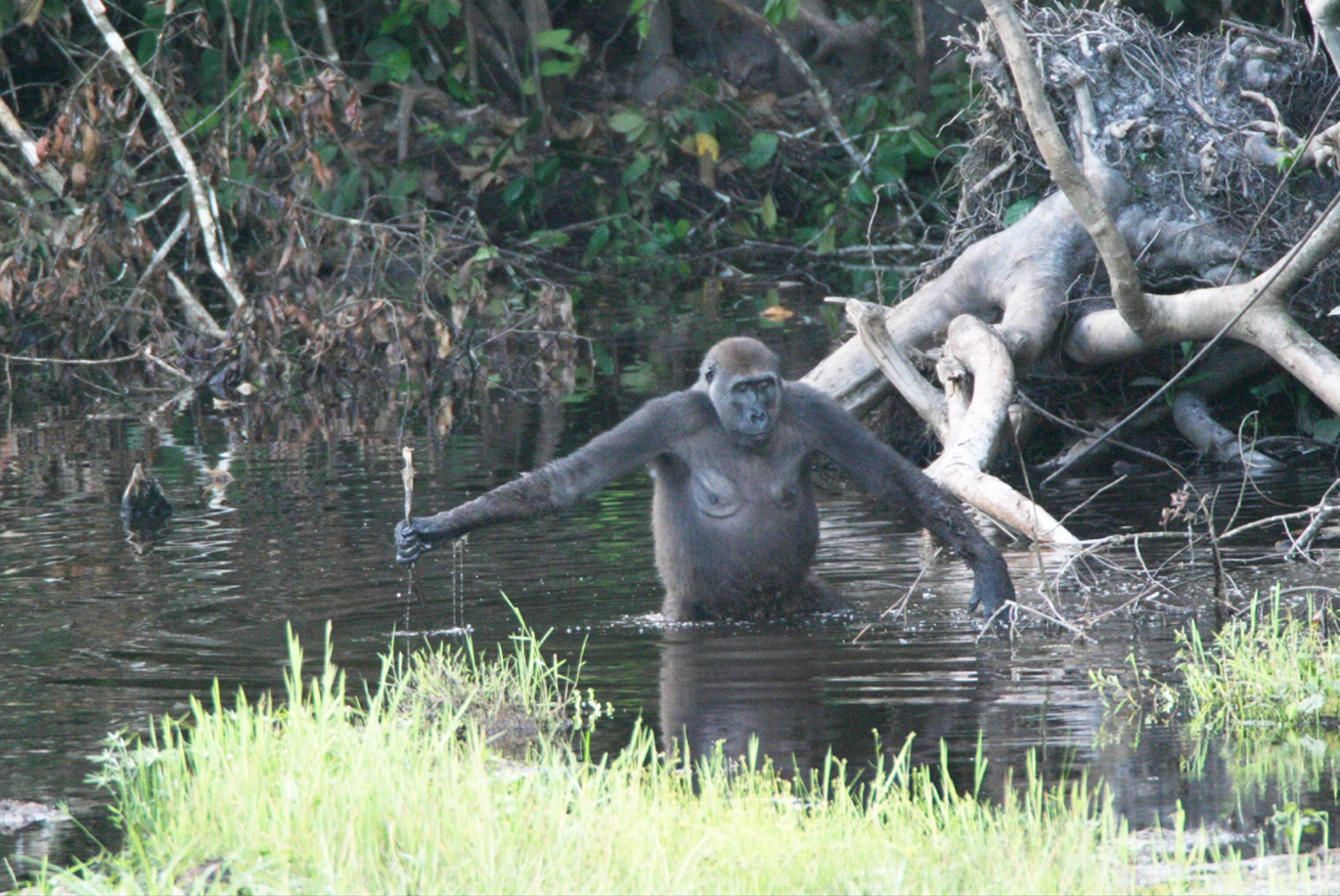
Een vrouwelijke gorilla waadt op twee poten door het water

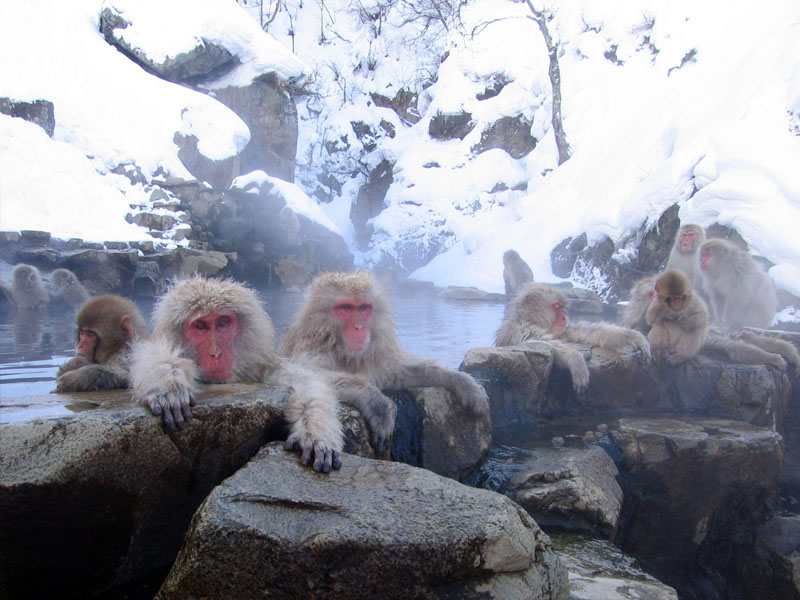
Japanse makaken in een heetwaterbron te Nagano, Japan

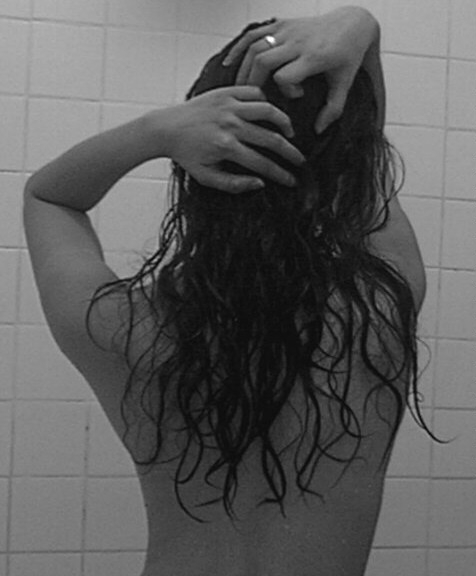
De menselijke voorliefde voor baden zou op een oorsprong in het water wijzen

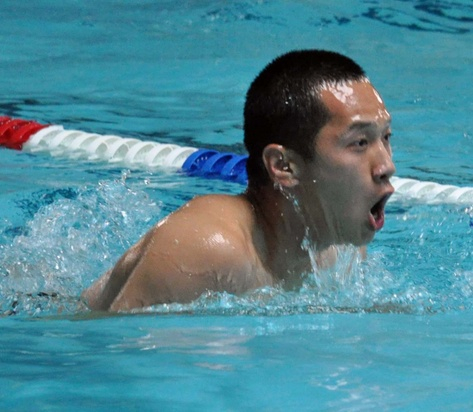
De verloren vacht zou op een oorsprong in het water duiden

De wateraaphypothese (aquatic ape hypothesis, AAH) is een hypothese die stelt dat de evolutie van de mens beïnvloed is doordat de voorouders van de huidige mens een lange tijd intensief in water zouden hebben doorgebracht.

## Oorsprong
De wateraaphypothese heeft sinds het begin van de twintigste eeuw meerdere onderzoekers beziggehouden. Al in 1929 sprak Wood Jones over een mogelijke tijdelijke waterfase. De Britse zeebioloog Alister Hardy – die vele zeezoogdieren ontleedde en veel overeenkomsten met de mens zag – werkte het waterscenario verder uit. Zijn vrienden weerhielden hem echter van publicatie hierover. Hij was onbekend met het artikel uit 1942 van de Duitse arts Max Westenhöfer dat onze verre voorouders in het water moeten hebben geleefd. Deze publicatie kreeg nooit enige aandacht. Ook de Italiaanse arts G.L. Sera ging er in die tijd van uit dat onze voorouders gedeeltelijk watermensapen moeten zijn geweest. Pas na de veel tumult veroorzakende lezing 'Aquatic Man: Past, Present and Future' voor een duikclub publiceerde Hardy in 1960 zijn ideeën in The New Scientist. In 1970 verwees Desmond Morris in zijn bestseller The Naked Ape kort naar Hardy's hypothese. De Britse publiciste Elaine Morgan heeft met een gepopulariseerde versie de hypothese bij een groot publiek bekendgemaakt. Zij was in augustus 1987 hoofdgast in Valkenburg (Zuid-Limburg) bij het door de European Sociobiolocal Society en de Nederlandse Vereniging voor Fysische Antropologie georganiseerde driedaags congres The Aquatic Ape: fact or fiction?, een klein symposium gewijd aan voor- en tegenargumenten voor de wateraaphypothese. Sindsdien zijn nog verschillende andere symposia aan dit thema gewijd.

## Beschrijving
De term aquatic ape (watermensaap) slaat op een mogelijke menselijke voorouder die aan de waterkant leefde en een quasi-aquatische fase in de evolutie van de mens vertegenwoordigde. De hypothese steunt op de anatomie, fysiologie en het gedrag van mensen (Homo) vergeleken met de naaste verwanten, de chimpansees (Pan). De hypothese stelt dat de Pleistocene voorouders (genus Homo) zich verspreidden langs meren en zeeën en van daaruit via rivieren naar het binnenland en zich vooral voedden met fruit, kokosnoten, schildpad- en vogeleieren, schaal- en schelpdieren, vis en waterplanten.
Hardy stelde dat er veel voorbeelden waren van dieren die onder druk van overbevolking en voedseltekorten terugkeerden naar de zee, waar het eerste leven ontstaan was. Op diezelfde wijze zou een deel van de apen naar de kust zijn getrokken om daar voedsel te verzamelen en zo steeds meer geëvolueerd zijn om in het water te kunnen leven. Zo zou de aap al wadend door zee de capaciteit om te zwemmen en duiken ontwikkeld hebben. Dat de mens in staat was om het Kanaal over te zwemmen was voor Hardy een aanwijzing dat de mens een goede zwemmer is en ook babyzwemmen zou dit ondersteunen. 
Het verlies van de vacht was ook te zien bij walvissen en dolfijnen en dat de mens juist op het hoofd nog haar heeft, was logisch aangezien dit nog boven het water uitsteekt. Ook de vorm van de mens en onderhuids vet zouden een aanpassing zijn aan het water. Tweevoetigheid zou dan ontstaan zijn om met twee benen op de bodem te kunnen uitrusten van het zwemmen. Pas daarna zou de mens op het land een tweevoetige houding zijn gaan aannemen en zou het hardlopen zich hebben ontwikkeld. De eerste werktuigen zouden zijn gebruikt om schelpen te openen. De wateraap zou zich zo'n acht tot zes miljoen jaar geleden afgescheiden hebben van de andere hominini. Hardy stelde dat dit alles zeer hypothetisch was en onderzocht moest worden.
Morgan werkte de hypothese daarna verder uit in The Descent of Woman (1972) en The Aquatic Ape Hypothesis (1982). Al wadend door water zou de belasting op het skelet in de overgangsfase naar de menselijke anatomie beperkt zijn gebleven. Naast de door Hardy gegeven aanwijzingen golden ook andere kenmerken als ondersteuning van de hypothese: tranen, aangepaste zweetklieren, de uitwendige (en door spieren afsluitbare) neus, waarbij ook het gootje op de bovenlip (philtrum) past op het tussenschot van de neus (septum) en zo kan helpen om de neus af te sluiten, en verlengde ademweg, de meer naar de buik toe liggende vaginaopening en het buik-aan-buik copuleren, borsten, ademspier- en stembeheersing, het afgedaalde tongbeen, de kleine mond en zwakke kauwspieren (geschikt voor glad zeevoedsel), het duikvermogen met de van alle zoogdieren bekende duikreflex, de zwakke reukzin, de verlengde jeugdfase, late puberteit en lange levensduur, de omvangrijke hersenen, het verminderd klimvermogen en de sterke behoefte aan water, zout, jodium en meervoudig onverzadigde vetzuren (omega 3-vetzuren zoals DHA).
Dit alles zou typisch menselijke eigenschappen die ontbreken bij mensapen en australopithecus veel beter verklaren dan de savannehypothese. Deze was volgens Morgan onwaarschijnlijk omdat de savanne een slechte plek zou zijn om met een snel verbrandende naakte huid rond te lopen, nog niet goed gewend aan op twee benen lopen, met weinig bescherming te midden van snelle, grote roofdieren. Eenmaal verworven eigenschappen kunnen niet meer worden teruggedraaid. Aanpassing aan de savanne zou betekenen dat het menselijk lichaam spaarzaam is met water, maar net het omgekeerde is het geval: we zweten copieus (met verschillende liters waterverlies in enkele uren tijd), we snotteren, spuwen (vooral bij inspanning en dorstgevoel!), wenen en we produceren niet-geconcentreerde zeer waterige urine.

## Locatie
Als mogelijke locatie voor een waterbestaan zijn de Danakil-alpen in Noord-Oost-Ethiopië genoemd, naar een idee van Leon La Lumiere. Tijdens het late Mioceen steeg het zeeniveau en werden de Danakil-alpen een eiland. Hierop zouden de ex-boombewoners geïsoleerd zijn geweest. Zij trokken al voedsel zoekend steeds verder het water in. Dit is niet uitzonderlijk: alle huidige zeezoogdieren stammen af van landzoogdieren die vanwege de voedseldruk steeds verder het water in zijn getrokken, waarbij voor- en achterpoten steeds meer werden gereduceerd. Maar bij de waterprimaten werd de gang terug in zee verstoord. De zeespiegel daalde weer. Hevige regenbuien spoelden veel materiaal van het land de zee in. Het vervuilde water deed de koraalriffen die zoveel voedsel hadden geboden afsterven en over het weer drooggevallen land trokken de hominidae weg, verder het binnenland in. Ze zochten de beschutting en het vocht van de begroeiing langs rivierarmen.

## Fossiele aanwijzingen
In de fossiele en archeologische vondsten net voor en tijdens de ijstijden is (ondanks de zeespiegelschommelingen die de meeste sporen uitwisten) de diaspora van Homo te zien langs de grote Midden-Afrikaanse meren, de Afrikaanse en Indische Oceaankusten, waar Homo vaak gevonden wordt tussen schelpdieren, koralen en zeepokken, van Java (Modjokerto) over Eritrea en de Kaap (Tafelbaai) tot in de Middellandse Zee (Terra Amata), en op eilanden die enkel via achttien kilometer zee te bereiken waren (Flores).

## Omstreden
De hypothese is omstreden en wordt door antropologen nauwelijks ondersteund. Allereerst waren zowel Hardy als Morgan geen experts op het gebied van menselijke evolutie. Hardy was een marien bioloog en Morgan was een Britse schrijfster.
De eerste kritiek kwam al tijdens het congres in 1987 en werd in 1991 gepubliceerd in The Aquatic Ape: Fact Or Fiction? The First Scientific Evaluation of a Controversial Theory of Human Evolution.
Een belangrijke kritiek is dat in tegenstelling tot wat voorstanders stellen er geen fossielen zijn die aanwijzingen geven dat er een wateraap zou hebben bestaan. Rond de tijd van Australopithecus afarensis was tweevoetigheid goed ontwikkeld en daarvan zouden semi-aquatische fossielen moeten bestaan. Daarnaast volgen uit de hypothese weinig aanwijzingen over hoe zo'n semi-aquatisch fossiel te onderscheiden zou moeten zijn van mensachtigen die niet meer semi-aquatisch waren. De fossielen van A. afarensis bevinden zich niet noodzakelijk dicht bij water. Deze kritiek is gestoeld op de overtuiging dat australopitheken onze voorouders zijn, zoals sinds 1925 wordt aangenomen. In een publicatie uit 2023 wordt dat echter in twijfel getrokken.
Dat tranen en zweetklieren zout zouden afscheiden zoals zoutklieren dat bij verschillende reptielen en vogels doen om overtollig zeezout te verwijderen, lijkt ook onwaarschijnlijk. Om dit echter effectief te doen, moeten tranen hypertoon zijn: ze moeten relatief meer natriumchloride bevatten dan de normale osmotische waarde in het extracellulair milieu van het menselijk lichaam. Dat is niet het geval, terwijl kalium juist wel verwijderd wordt, wat meer voorkomt bij landdieren. Verder worden vergelijkbare tranen niet bij zeedieren aangetroffen.
Seksuele selectie en de evolutie van warmtehuishouding geven een betere verklaring voor het verlies van vacht. En mensen slaan inderdaad meer vet op dan veel landzoogdieren, maar dit is dan ook een efficiënte energiebron die van pas kan komen op de savanne. Verder zou het dieet van zeevoedsel relatief laat in de menselijke evolutie zijn ontstaan, ruim na het ontstaan van tweevoetigheid. De mens is echter vooral in vergelijking met veel andere dieren juist een slechte zwemmer. Babyzwemmen is daarbij geen opmerkelijke eigenschap, maar wordt gedeeld met vele landdieren.
Danakil was nooit een eiland, maar een schiereiland. Basalt zou verkeer met de rest van Afrika verhinderd hebben, maar het lijkt onwaarschijnlijk dat het relatief snel verwerende en begroeide basalt een semi-aquatische mens miljoenen jaren tegen zou hebben gehouden. Danakil was de locatie die door Elaine Morgan werd voorgesteld, maar meer recent zijn de kusten van de Rode Zee voorgesteld als mogelijke locatie waar de mens zijn specifieke aquatische aanpassingen kan ontwikkeld hebben. 
Hoewel Carsten Niemitz de hypothese in zijn geheel afwijst, ziet hij elementen die mogelijk bruikbaar zijn.